# Les dues nits d'ahir
Les dues nits d'ahir és una pel·lícula catalana del 2020, creada per Ignasi Àvila, Pau Cruanyes, Eudald Valdivieso i Gerard Vidal. Dirigida per Pau Cruanyes i Gerard Vidal. És una road movie creada a partir d'un treball de fi de grau presentat a la Universitat Pompeu Fabra. Es va estrenar als cinemes el 27 de novembre del 2020. Fou premiada al Festival de Màlaga amb la Bisnaga de Plata a la millor direcció i al millor actor per a Arnau Comas i Oriol Llobet, i fou nominada als Premis Gaudí a la millor pel·lícula.

## Argument
Una nit d’estiu, l'Èric roba les cendres del seu amic Pol, mort de fa poc. Aquella mateixa nit, l'Èric i els seus dos millors amics, l'Ona i en Marcel, emprenen un viatge en cotxe per llançar les cendres. L'escapada, però, es converteix en una bombolla que els separa de la realitat i els allunya cada vegada més de la tornada a casa i del seu objectiu inicial.

## Equip
- Ginebra Abril: direcció de so

- Elisabet Gomà Senpau: direcció artística

- Jasmina Díaz: disseny de vestuari

- Zak Ramis: ajudantia de direcció

- Celia Giraldo: script

- Adrià Mateos: ajudantia de producció

- Laia Rosinès i Adrià Velasco: equip de fotografia

- Laura Gil Amat: foto fixa i grafisme

## Premis i nominacions
| Premi                                             | Any  | Categoria                                  | Resultat   |
| REC Festival Internacional de cinema de Tarragona | 2018 | Premi Eclair Primer Test                   | Guanyadora |
| Festival Internacional de Cine de San Sebastián   | 2019 | Premi Glocal in Progress                   | Nominada   |
| Festival de Málaga de Cine Español - Zonazine     | 2020 | Millor actor                               | Guanyadora |
| Festival de Málaga de Cine Español - Zonazine     | 2020 | Millor direcció                            | Guanyadora |
| SomCinema Festival de l’Audiovisual Català        | 2020 | Premi del Jurat al llargmetratge de ficció | Guanyadora |
| Premis Gaudí                                      | 2021 | Millor pel·lícula                          | Nominada   |